# Hiperravnina
Hiperravnina je pojem, ki se uporablja v geometriji. To je posplošitev pojma ravnina na poljubno število razsežnosti.    

## Opis hiperravnine
Hiperravnina v n-razsežnem prostoru V je ravninska podmnožica z razsežnostjo n-1. Lahko tudi rečemo, da je korazsežnost v V enaka 1. Prostor V je lahko evklidski prostor ali afini prostor ali vektorski prostor ali projektivni prostor. V vseh primerih lahko hiperravnino podamo v koordinatah kot rešitvah ene algebrske enačbe prve stopnje. Kadar je V vektorski prostor lahko ločimo "vektorske hiperravnine" (so podprostori in morajo teči skozi izhodišče) in "afine hiperravnine" (ni potrebno, da tečejo skozi  izhodišče, dobimo pa jih  s translacijo vektorske hiperravnine).    
Hiperravnina v evklidskem prostoru deli ta prostor na dva podprostora. 

## Posebne vrste hiperravnin
Uporablja se več vrst hiperravnin, ki so namenjene posebni uporabi.  

### Afine hiperravnine
Afina hiperravnina je afini podprostor s korazsežnostjo 1 v afinem prostoru. V kartezičnem koordinatnem sistemu lahko hiperravnino opišemo z eno linearno enačbo, ki ima obliko
{\displaystyle a_{1}x_{1}+a_{2}x_{2}+\cdots +a_{n}x_{n}=b\ }
kjer je vsaj ena izmed vrednosti ai neničelna. 
V primeru realnega afinega prostora (kadar so koordinate realna števila) je ta afini prostor  razdeljen na dve polovici (dva polprostora), ki sta povezani komponenti komplementa hiperravnine. Dana sta z neenačbama
{\displaystyle a_{1}x_{1}+a_{2}x_{2}+\cdots +a_{n}x_{n}<b\ }
in
{\displaystyle a_{1}x_{1}+a_{2}x_{2}+\cdots +a_{n}x_{n}>b.\ }
Zgledi: premica je hiperravnina v dvorazsežnem prostoru. Ravnina je hiperravnina v trirazsežnem prostoru. Premica v trirazsežnem prostoru ni hiperravnina., saj ne deli prostora v dva dela (komplement takšne premice je povezan).
Hiperravnina evklidskega prostora ima natančno dva enotska normalna vektorja. 

### Vektorske hiperravnine
V vektorskem prostoru je vektor hiperravnine linearni podprostor s korazsežnostjo 1. Takšna  hiperravnina  je rešitev samo ene homogene linearne enačbe.

### Projektivne hiperravnine
Projektivna geometrija se lahko obravnava kot afina geometrija z  dodatno izginjajočo točko (to je točka v neskončnosti). Afina hiperravnina skupaj s točko v neskončnosti tvori projektivno hiperravnino. Posebni primer projektivne hiperravnine je neskončna ali idealna hiperravnina, ki je definirana kot množica vseh točk v neskončnosti. 